# Пираэ (футбольный клуб)
Пираэ (фр. A.S. Pirae) — футбольный клуб из Французской Полинезии. Выступает в высшей лиге. Домашние матчи проводит на стадионе Стад Патер.

## История
Клуб выиграл восемь чемпионатов Французской Полинезии (1989, 1991, 1993, 1994, 2001, 2003 и 2006, 2013—2014) и восемь Кубков Французской Полинезии (1978, 1980, 1984, 1994, 1996, 2000, 2002 и 2005). Он дважды участвовал в проведении Лиги чемпионов ОФК: в 2005 году он уступил в полуфинале клубу Мажента из Новой Каледонии, а в 2006 — в финале новозеландскому клубу Окленд Сити.
10 раз принимал участие в розыгрыше кубка Франции (выбывал на ранних стадиях).
В качестве победителя регулярного чемпионата Французской Полинезии 2013/2014 квалифицировался в групповую стадию Лиги чемпионов ОФК 2014 года, где в своей группе А занял первое место, выиграв все три матча при разнице мячей 13-2. В полуфинале соперником Пираэ стал Окленд Сити и, как и в 2006 году, Пираэ уступил по итогам двух матчей.

## Достижения
- Лига чемпионов ОФК
  - Финалист 2006
- Чемпионат Французской Полинезии
  - Чемпион 1989, 1991, 1993, 1994, 2001, 2003, 2006, 2013—2014
- Кубок Французской Полинезии
  - Победитель 1978, 1980, 1984, 1994, 1996, 2000, 2002, 2005, 2015
- Кубок ТОМ
  - Победитель 2001, 2007
  - Финалист 2003
- Кубок Французских заморских территорий
  - Победитель 2002

## Состав
| №  |                            | Поз. | Имя               | Год рождения |
| -- | -------------------------- | ---- | ----------------- | ------------ |
| 1  | Флаг Французской Полинезии | Вр   | Тева Дюро         | 1987         |
| 32 | Флаг Французской Полинезии | Вр   | Патрис Фириапу    |              |
| 2  | Флаг Французской Полинезии | Защ  | Николя Валлар     | 1983         |
| 3  | Флаг Французской Полинезии | Защ  | Венсан Симон      | 1983         |
| 4  | Флаг Французской Полинезии | Защ  | Эйману Таиаруи    | 1986         |
| 5  | Флаг Французской Полинезии | Защ  | Эдсон Лемэр       | 1989         |
| 12 | Флаг Французской Полинезии | Защ  | Раимана Далюэн    |              |
| 18 | Флаг Французской Полинезии | Защ  | Ариихау Теритау   | 1989         |
| 8  | Флаг Французской Полинезии | ПЗ   | Саломон Тевепауху |              |
| 13 | Флаг Новой Каледонии       | ПЗ   | Рой Кайара        | 1990         |

| №  |                                           | Поз. | Имя                | Год рождения |
| -- | ----------------------------------------- | ---- | ------------------ | ------------ |
| 15 | Флаг Французской Полинезии                | ПЗ   | Таинуи Леартель    | 1991         |
| 16 | Флаг Чили · Флаг Французской Полинезии    | ПЗ   | Эфраин Аранеда     | 1978         |
| 19 | Флаг Французской Полинезии · Флаг Франции | ПЗ   | Марама Ваируа      | 1980         |
| 20 | Флаг Французской Полинезии                | ПЗ   | Джей Уоррен        | 1989         |
| 21 | Флаг Французской Полинезии                | ПЗ   | Теаонуи Техау      | 1992         |
| 10 | Флаг Французской Полинезии                | Нап  | Шарль Лабаст       | 1991         |
| 11 | Флаг Французской Полинезии                | Нап  | Роонуи Тинирауарии |              |
| 17 | Флаг Французской Полинезии                | Нап  | Марк Ваки          |              |